# Вибори президента Чилі 2025 року
Президентські вибори Чилі на період 2026-2030 років відбудуться в неділю, 16 листопада 2025 року, одночасно з парламентські вибори; Якщо відбудеться другий тур виборів, він відбудеться через місяць, тобто 14 грудня.

## Законодавство
Згідно з Конституцією Чилі, правом виборчого права можуть користуватися громадяни, тобто особи, які досягли 18 років і не були засуджені до  покарання тяжке (понад 3 роки позбавлення волі). Це правило вказує на те, що «під час всенародного голосування голосування буде особистим, рівним і таємним». Виборче право буде обов'язковим для виборців на всіх виборах і плебісцитах, крім первинних виборів. Основний конституційний закон встановлює штрафи або санкції, які застосовуватимуться за невиконання цього обов’язку, виборців, яких буде звільнено від них, і процедуру їх визначення.
Право голосу призупиняється через заборону у випадку деменції, за звинувачення у злочині, який заслуговує жорстокого покарання, або за злочин тероризм та за санкцією суду Конституційний суд (відповідно до статті 19, пункт 15, параграф 7 Політичної конституції Республіки).

## Визначення кандидатур

### Передвиборчий період, з 2022 по 2024 рік.

#### Кандидати від правлячої партії
Після тріумфу Габріеля Боріча у 2021 році почало проектуватися трансформаційне бачення країни. Проте поразка на конституційному плебісциті 2022 р. і значне падіння популярності Боріча,  обумовив можливість проектувати другий ліворуч- крило уряду. На основі цієї панорами були запропоновані наступні можливі кандидати:
- Я схвалюю гідність, сформований у 2021 році як коаліція між Комуністичною партією та Frente Amplio (останній стала політичною партією у 2024 році), просували ідею широких праймеріз для визначення свого потенційного кандидата. Наразі найкраще позиціонується в опитуваннях міністр Каміла Вальєхо, яка вирішила наразі не говорити про це питання.[4] Крім того, є й інші обличчя, такі як комуніст Даніель Жадуе[5] і мер Tomás Vodanovic .
- Демократичний соціалізм, сформований у 2022 році як коаліція політичних партій для підтримки уряду Габріеля Боріка. Пропагуючи ідею широких праймеріз, у демократичному соціалізмі з’явилися три можливі кандидати: (а) колишній президент Мішель Бачелет,[6] (b) Міністр Кароліна Тоха[7] та (c) професор Франсіско Відаль. Крім того, вони продемонстрували свою думку щодо розширення правлячої партії в бік Християнської демократії.[8]

#### Опозиційні кандидатури
Після президентських виборів 2021 року, де Хосе Антоніо Каст програв, вони почали інтенсивну дискусію щодо президентської посади. Перемога на виборах, отримана після конституційного плебісциту 2022 року, висунула двох основних кандидатів у двох найбільших секторах опозиції:
- Chile Vamos, коаліція, сформована в 2016 році для об’єднання правоцентристських політичних партій, поставила перед собою цікаву дилему. Починаючи з 2022 року, керівництво Евелін Маттеі в комуні Провіденсія призвело до того, що вона стала найкращим кандидатом за опитуваннями, [9], до якого було додано переоцінку Sebastián Piñera, призвело б до розколу в секторі. Однак смерть колишнього президента в лютому 2024 року відкрила шлях для Меттеї в цьому секторі, [10] в очікуванні первинних виборів.
- Республіканська партія, сформована як більш консервативна фракція на чолі з Кастом, бачила підйоми та падіння опитувань. Після поразки у 2021 році він почав позиціонувати себе як головну опозиційну фігуру; досягає свого «піку» ad portas вибори конституційних радників 2023 року.[11] Проте серія помилок під час кампанії конституційного плебісциту 2023 року послабила його фігуру.[12]
- Крім усього згаданого, право вступило в інший процес поділу, починаючи з конституційний плебісцит 2023 року. У цьому процесі Чилі Вамос і Республіканська партія закликали проголосувати «за», хоча з плином часу сектор республіканців на чолі з сенатором Рохо Едвардсом і незалежною оглядачкою Терезою Маринович вони закликав проголосувати за варіант «Проти» [13] Цей політичний сектор після тріумфу опції Contra , він прийняв би рішення висунути кандидатуру в президенти на чолі, на мить, з заступником Йоганнес Кайзер.[14]Пізніше, у квітні 2024 року, після переговорів на праймеріз опозиції, з’явилася фігура адвоката Марсела Кубільос[15].

#### Незалежні кандидатури
Більшість незалежних кандидатів ґрунтується на тому, що вони не зближуються між правлячою партією та нинішньою опозицією до уряду Габріеля Боріча. З одного боку, зліва, імена режисера Марко Енрікес-Омінамі і вчитель Eduardo Artés. У правих групах ходили чутки з журналісткою Памелою Джайлс, інженером Франко Парізі, депутатом Гаспар Рівас, мер Родольфо Картер( цей останній, близький до Чилі Vamos). На крайніх правих поява письменника Акселя Кайзера була відкладена на підтримку його брата Йоганнеса.

## Кандидати

### Потенційні кандидати
- Евелін Маттеї (Незалежний демократичний союз–Чилі Вамо), мер Провіденсії[20]
- Йоганнес Кайзер (Лібертаріанська національна партія), депутат Палати депутатів від 10-го округу
- Хосе Антоніо Каст (Республіканська партія), колишній депутат від Східного Сантьяго[21]
- Жанетт Хара (КПЧ), міністерка праці та соціального захисту
- Франко Парісі, (Партія народу), бізнес-інженер
- Марко Енрікес-Омінямі, колишній депутат Палати депутатів Чилі

|                                                |
| Колишня мер Провіденсії Евелін Маттеї (UDI–ЧВ) |

|                                 |
| Лідер ЛНП Йоганнес Кайзер (ЛНП) |

|                                                                |
| Колишній лідер Республіканської партії Хосе Антоніо Каст (РПЧ) |

|                                                                        |
| Міністерка праці та соц. захисту Жанетт Хара (КПЧ–Єдність заради Чилі) |

|                                   |
| Бізнес-інженер Франко Парісі (ПН) |

|                                                                                              |
| Генеральний секретар Чилійська комуністична партія (Пролетарська дія) Едуардо Артес (КП(ПД)) |

|                                                                           |
| Колишній депутат Палата депутатів Чилі Марко Енрікес-Омінямі (незалежний) |

|                                                                                       |
| Колишній голова Професійна футбольна асоціація Чилі Гарольд Мейн-Ніколлс (незалежний) |

## Опитування
Шаблон:AP

## Дивіться також
- Парламентські вибори в Чилі 2025